# Saint-Philibert (Côte-d’Or)
Saint-Philibert település Franciaországban, Côte-d’Or megyében. Lakosainak száma 542 fő (2022. január 1.). Saint-Philibert Gevrey-Chambertin, Gilly-lès-Cîteaux, Broindon és Morey-Saint-Denis községekkel határos.

## Népesség
A település népessége az elmúlt években az alábbi módon változott:
| Lakosok száma | 136  | 296  | 391  | 416  | 448  | 443  | 473  | 508  | 519  | 542  |
|               | 1968 | 1982 | 1990 | 2006 | 2013 | 2015 | 2017 | 2019 | 2020 | 2022 |